# 竜剛馬
竜 剛馬（りゅう ごうま、1982年1月13日 - ）は、日本の男性プロレスラー、弁護士。血液型O型。プロレスラーとしてはプロレスリングBASARA所属。弁護士としては本名の川邊 賢一郎（かわべ けんいちろう）名義で弁護士法人Nextに所属（司法修習65期、神奈川県弁護士会）。神奈川県横浜市出身。
リングネームは剛竜馬に顔が似ていたためアナグラムとして名づけられた。いわゆるオマージュレスラーであり、デビュー当初はギミック上の本名も剛（八木宏）と一時違いの「八本宏」だったが、弁護士活動するに当たり戸籍名を公開した。スーツがコスチュームであり、試合でもスーツ姿でリングに上がり続けている。2022年11月8日以降、竜 剛馬（控）のリングネームを使用している。

## 経歴
栄光学園中学校3年生のころに社会科見学で裁判を傍聴したことや、当時放送されていたテレビドラマをきっかけに弁護士を目指す。栄光学園高等学校を経て、東京大学法学部に進学。
中高の6年間は硬式テニス部に所属、中学時代からプロレスファンであった。東大では一時極真空手部に入部するが、一橋大学を母体とするプロレスサークルHWWA（一橋大学世界プロレスリング同盟）から勧誘を受け学生プロレス入りし、この際に「竜 剛馬」のリングネームが付いた。卒業後の司法浪人中、HWWAの先輩だったアントーニオ本多の誘いでユニオンプロレスに入団。2005年11月3日の新木場1stRING大会における趙雲子龍戦でデビュー。
在学中から卒業後にかけて、旧司法試験を2度受験するも不合格。ロースクールで出直すべく東大法科大学院へ進み2009年3月に修了するが、新司法試験にも2度不合格となる。
2009年8月30日、本家本元である剛竜馬とタッグを結成。
三振博士を前にしてプロレスを休業し一念発起。2011年5月、3度目の司法試験で合格。9月19日の新木場大会にて合格のあいさつを行う。司法修習期間は原則副業ができず（国家公務員法第103条で禁止されている）、最高裁に許可願を出すも認められなかったため、引き続きプロレスラーとしては休業。
司法修習を修了し2012年に弁護士登録。イソ弁として仁平総合法律事務所に勤務した。
2013年3月6日、元ユニオンの大家健が設立した「ガンバレ☆プロレス」のプレ旗揚げ戦に来場し、旗揚げの是非を決めるジャッジを行った。4月5日、新木場大会でデビュー戦の相手である趙雲子龍と復帰戦を行い、日本初の弁護士レスラーとなる。
2014年、倉持麟太郎ら司法修習の同期3人で弁護士事務所Nextを設立し独立、横浜オフィスを担当。
2016年、プロレスリングBASARAに移籍。スーツを新調した。
DDTグループでは顧問弁護士を務めている。BASARAは2020年をもってDDTグループから独立したが、その後（2021年現在）も継続。また、2018年まで行われていたDDTドラマティック総選挙では選挙管理委員も務めた。
2021年1月20日のトランザム★リュウジとリングネームの「リュウ」を賭けドラゴンコントラドラゴンマッチを行うが引き分け、この日をもってリングネームを竜剛馬から剛馬に改名。
2022年11月8日の新木場1stRing大会で行われた逆転プロレス裁判で木高イサミに勝利、「竜」の字を取り返すが控訴され竜 剛馬（控）に改名。「（控）」は「控訴中」の略。

## 得意技
- ジャンピングネックブリーカードロップ
- 六法クラッチ
- 模範六法による殴打
  - 2017年12月より三省堂より毎年献本される模範六法を使用している[15]が、2021年12月には同年1月にリングネームの「竜」を剥奪されたことに鑑み「模」の字を消去した「範六法」が献本された[16]。

## タイトル歴
- 世界アイデアポケット級王座（第4代）

## メディア出演

### テレビ番組
- クイズプレゼンバラエティー Qさま!!（2011年8月8日、テレビ朝日）
- ウラマヨ!（2015年3月14日、関西テレビ）
- 踊る!さんま御殿!!（2017年9月19日、日本テレビ）
- ネプリーグ（2017年11月6日、12月4日、日本テレビ）
- くりぃむクイズ ミラクル9（2018年3月28日、テレビ朝日）

### WEB番組
- DDT VS サイバーエージェント 路上プロレス-男色死亡遊戯-（2017年12月21日、AbemaTV）[17]

## テーマ曲
- Eye of the Tiger / Survivor